# Loi en d carré

La loi en d carré ou loi en d2 est une relation entre le diamètre et le temps pour une gouttelette sphérique isolée lorsqu'elle s'évapore de manière quasi stationnaire (le temps caractéristique de convection-diffusion en phase gazeuse est supposé très inférieur au temps de vie de la gouttelette). Elle a été observée pour la première fois par Boris Sreznevsky en 1882 et a été expliquée par Irving Langmuir en 1918.
Si {\displaystyle d(t)} et {\displaystyle t} sont le diamètre des gouttelettes et le temps, la loi en {\displaystyle d^{2}} s'écrit, :
{\displaystyle d_{0}^{2}-d^{2}=K(t-t_{0})}
où {\displaystyle t_{0}} est le temps initial, {\displaystyle d_{0}=d(t_{0})} est le diamètre initial des gouttelettes et {\displaystyle K} est appelé la constante d'évaporation. Cette loi suppose le milieu isotherme et les caractéristiques du milieu indépendantes de la température.